# Лігун-гун
Лігун-гун (кит.: 秦厲共公; д/н — 443 до н. е.) — правитель царства Цінь у 477—443 роках до н. е.

## Життєпис
Походив з династії Ін. Син Дао-гуна. Спадкував трон 477 року до н. е. У 461 році до н. е. його 20-тисячна армія завдала поразки жунській державі Далі, захопивши їїстолицю.
456 року дон. е. поновилася війна з державою Цзінь, війська якої захопили Учен (на території колишньої держави Жуй). Того ж року створив повіт Пін'ян, чим остаточно закріпив навколишні земліза Цінь. 453 року до н. е. внаслідок внутрішньої кризи Цзінь розпалася на 3 частини, внаслідок чого Лігун-гун повернув втрачені землі.
444 року до н. е. було завдано поразки жунській державі Іцюй. Помер Лігун-гун 443 року до н. е. Йому спадкував син Цао-гун.